# Cupa României 2004/05
Der Cupa României in der Saison 2004/05 war das 67. Turnier um den rumänischen Fußballpokal. Sieger wurde zum zwölften Mal insgesamt und zum dritten Mal in Folge Dinamo Bukarest, das sich im Finale am 11. Mai 2005 gegen den FC Farul Constanța durchsetzen konnte. Dadurch qualifizierte sich Dinamo für den UEFA-Pokal.

## Modus
Die Klubs der Divizia A stiegen erst in der Runde der letzten 32 Mannschaften ein. Im Achtelfinale fanden alle Spiele auf neutralem Platz statt. Es wurde jeweils nur eine Partie ausgetragen, das Viertel- und Halbfinale wurde in Hin- und Rückspiel entschieden. Fand nur eine Partie statt und stand diese nach 90 Minuten unentschieden oder konnte in beiden Partien unter Berücksichtigung der Auswärtstorregel keine Entscheidung herbeigeführt werden, folgte eine Verlängerung von 30 Minuten. Falls danach noch immer keine Entscheidung gefallen war, wurde die Entscheidung im Elfmeterschießen herbeigeführt.

## Sechzehntelfinale
| Datum            |                       | Ergebnis              |                           |
| ---------------- | --------------------- | --------------------- | ------------------------- |
| 13. Oktober 2004 | UTA Arad              | 1:0                   | Politehnica Iași          |
|                  | FCM Bacău II          | 0:2                   | FC Farul Constanța        |
|                  | FC Botoșani           | 0:1                   | Oțelul Galați             |
|                  | Dacia Unirea Brăila   | 1:0                   | Rapid Bukarest            |
|                  | Dinamo Bukarest II    | 3:2                   | FCU Politehnica Timișoara |
|                  | FC Caracal            | 0:4                   | FC Național Bukarest      |
|                  | Universitatea Cluj    | 1:0                   | Steaua Bukarest           |
|                  | CS Deva               | 0:3                   | Sportul Studențesc        |
|                  | FC Ghimbav 2000       | 0:2                   | Gloria Bistrița           |
|                  | Callatis Mangalia     | 0:1                   | Apulum Alba Iulia         |
|                  | Gaz Metan Mediaș      | 1:0                   | FC Brașov                 |
|                  | Internațional Pitești | 0:0 n. V. (4:5 i. E.) | FCM Bacău                 |
|                  | Olimpia Satu Mare     | 1:1 n. V. (3:5 i. E.) | Dinamo Bukarest           |
|                  | Pandurii Târgu Jiu    | 0:1                   | CFR Cluj                  |
|                  | Unirea Urziceni       | 1:2                   | FC Argeș Pitești          |
|                  | Armătura Zalău        | 0:2                   | Universitatea Craiova     |

## Achtelfinale
| Datum            |                       | Ergebnis              |                    |
| ---------------- | --------------------- | --------------------- | ------------------ |
| 27. Oktober 2004 | Dinamo Bukarest       | 1:0                   | Gaz Metan Mediaș   |
|                  | FC Farul Constanța    | 2:1                   | CFR Cluj           |
|                  | FC Național Bukarest  | 5:1                   | FCM Bacău          |
|                  | FC Argeș Pitești      | 2:1                   | Gloria Bistrița    |
|                  | Universitatea Craiova | 3:2 n. V.             | Dinamo Bukarest II |
|                  | Dacia Unirea Brăila   | 2:0                   | Apulum Alba Iulia  |
|                  | Sportul Studențesc    | 1:0                   | UTA Arad           |
|                  | Oțelul Galați         | 1:1 n. V. (6:5 i. E.) | Universitatea Cluj |

## Viertelfinale
Die Hinspiele fanden am 10. November 2004, die Rückspiele am 1. Dezember 2004 statt.
|                       | Gesamt |                      | Hinspiel | Rückspiel |
| --------------------- | ------ | -------------------- | -------- | --------- |
| Sportul Studențesc    | 2:3    | FC Național Bukarest | 2:0      | 0:3       |
| Universitatea Craiova | 2:1    | FC Argeș Pitești     | 1:0      | 1:1       |
| Oțelul Galați         | 1:4    | FC Farul Constanța   | 1:2      | 0:2       |
| Dinamo Bukarest       | 3:0    | Dacia Unirea Brăila  | 1:0      | 2:0       |

## Halbfinale
Die Hinspiele fanden am 16. März 2005, die Rückspiele am 13. April 2005 statt.
|                      | Gesamt    |                       | Hinspiel | Rückspiel |
| -------------------- | --------- | --------------------- | -------- | --------- |
| FC Național Bukarest | 2:5       | Dinamo Bukarest       | 2:1      | 0:4       |
| FC Farul Constanța   | (a)2:2(a) | Universitatea Craiova | 1:0      | 1:2       |

## Finale
| Paarung            | Dinamo Bukarest – FC Farul Constanța |
| Ergebnis           | 1:0 (1:0) |
| Datum              | 11. Mai 2005 |
| Stadion            | Cotroceni-Stadion, Bukarest |
| Zuschauer          | 15.000 |
| Schiedsrichter     | Laurent Duhamel (Rouen, Frankreich) |
| Tore               | 1:0 Ștefan Grigorie (6.) |
| Dinamo Bukarest    | Bogdan Stelea, George Galamaz, Angelo Aristar, Gabriel Tamaș, Florentin Petre (75. Alexandru Bălțoi), Andrei Mărgăritescu, Ovidiu Burcă (56. Ianis Zicu), Corneliu Pulhac, Adrian Mihalcea (70. Ionuț Bălan), Ștefan Grigorie, Claudiu Niculescu Cheftrainer: Ioan Andone |
| FC Farul Constanța | George Curcă, Ștefănel Farmache, Ion Barbu, Cristian Șchiopu, Cosmin Pașcovici (75. Mihai Baicu), Florin Lungu, Adrian Senin, Dinu Todoran (85. Laurențiu Florea), Mihai Guriță, Vasilică Cristocea (10. Iulian Apostol), Liviu Mihai Cheftrainer: Petre Grigoraș         |